# Swan (［Alexandros］の曲)
『Swan』（スワン）は、[Alexandros]の楽曲。通算13枚目のシングルとして、2016年8月24日にユニバーサルミュージックから発売された。

## 収録曲
全曲 作詞・作曲：川上洋平、編曲：［Alexandros］
1. Swan
  - カンテレ・フジテレビ系ドラマ『ON 異常犯罪捜査官・藤堂比奈子』主題歌。
  - 2016年9月2日放送のテレビ朝日系『ミュージックステーション』にて、川上洋平がこの曲の制作のきっかけが同番組に出演したことであること、色々な演者のパフォーマンスを後ろから見るのが自分的に衝撃的で、光と影みたいなものを表現したいと発言した。
2. Nawe, Nawe
  - 映画『ターザン:REBORN』日本版主題歌
  - タイトルはスワヒリ語で「あなたと共に」という意味である。
3. ワタリドリ (live at 大阪城ホール 2016.6.26)

| スタブアイコン | サブスタブ | この項目は、まだ閲覧者の調べものの参照としては役立たない、シングルに関連した書きかけの項目です。この項目を加筆・訂正などしてくださる協力者を求めています（P:音楽/PJ:楽曲）。 |